# 豊福村
豊福村（とよふくむら）は、熊本県の中部に位置していた村。

## 地理
- 河川：浅川、今新地川

## 歴史
- 1889年4月1日 - 豊福村、内田村、両仲間村、西下郷村、竹崎村が合併して発足。
- 1954年12月1日 - 松橋町、当尾村、豊川村 が合併し、新町制による松橋町が発足。

## 学校
- 豊福村立豊福小学校